# Monoteizem
Monoteizem je vera v enega boga. Ožja definicija monoteizma je prepričanje v obstoj enega samega boga, vsemogočnega, vseprisotnega in vsevednega stvaritelja sveta.
Ločimo lahko med izključnim monoteizmom in vključujočim monoteizmom ter pluriformnim (panenteističnim) monoteizmom, ki sicer poznata različna božanstva, vendar predpostavljata neko temeljno enotnost med njimi.
Monoteizem se razlikuje od henoteizma, verskega sistema, v katerem vernik časti enega boga, ne da bi drugim odrekal pravico, da enakopravno častijo druge bogove, in monolatrije, priznanje obstoja mnogih bogov, vendar z doslednim čaščenjem samo enega božanstva. Izraz monolatrija je morda prvič uporabil Julius Wellhausen.
Širša definicija monoteizma obsega tradicije babizma, bahajsko vero, Cao Dai (Caodajizem), Čeondoism (Cheondogyo), krščanstvo, Deizem, vero Druzov, Eckankar, Sikhizem, hindujske sekte kot Šivaizem in Vaišnavizem, Islam, judovstvo, Mandeizem, Rastafari, Seičo no Ie, Tenrikjo (tenrizem), jezizem in zoroastrizem; elemente pred-monoteistične misli je najti v zgodnjih religijah, kot so atenizem, starokitajska religija in jahvizem.

## Etimologija
Beseda monoteizem izhaja iz grščine μόνος (monos) kar pomeni "en sam" in θεός (theos), kar pomeni "bog".  

## Izvor
Kvazi-monoteistične misli o obstoju univerzalnega božanstva je najti v pozni bronasti dobi, vEhnatonovi himni sončnemu božanstvu. Možna nagnjenost k monoteizmu se je pojavila v vedskem obdobju v železni dobi Južne Azije. Rigveda kaže znake monizma Brahmana, zlasti v sorazmerno pozni deseti knjigi ki je datirana v zgodnjo železno dobo, npr.v Nasadija Sukta .
Zoroastrijanci so že od šestega stoletja pred našim štetjem dalje verovali v nadvlado enega samega Boga: Ahuro Mazdo kot "stvarnika vsega" in prvega med vsemi drugimi. Kljub temu zoroastrizem ni bil izključno monoteističen, ker je poleg Ahure Mazde častil druge jazate. Starodavna hindujska teologija po drugi strani je bila monistična, vendar v bogoslužju ne izključno monoteistična, ker je še vedno ohranjala obstoj mnogih bogov kot podobe enega vrhovnega boga, Brahmana.
Thales (sledijo mu drugi Monisti, kot Anaksimander, Anaximenes, Heraklit, Parmenid) je predlagal, da je naravo mogoče razložiti izhajajoč iz enega samega načelao, ki vse prežema in združuje.  Številni starogrški filozofi, skupaj s Ksenofanom iz Kolofona in Antistenom, so verjeli v podoben politeistični monizem, ki je imel nekaj podobnosti z monoteizmom. Prvo znan sklic na enotnega boga je Platonov Demiurg (božanski obrtnik), čemur sledi Aristotelov negibni gibalec, ki bi močno vplival na judovsko in krščansko teologijo. Judovstvo po pregnanstvu je bilo prva religija, ki je v okviru monističnega konteksta zasnovala pojem osebnega monoteističnega boga. Koncept etičnega monoteizma, ki trdi, da morala izvira samo iz Boga in da se njeni zakoni ne spreminjajo, se je prvič pojavil v judovstvu, je pa dandanes osrednje načelo večine sodobnih monoteističnih religij, kot so zoroastrizem, krščanstvo, islam, sikhizem in bahanska vera. 
Po judovski, krščanski in islamski tradiciji je bil monoteizem prvotna religija človeštva; ta izvirna religija se včasih imenuje "adamična religija" ali, v smislu Andrewa Langa, "pravera". Preučevalci religije so v 19. stoletju to stališče večinoma opustili v prid evolucijskemu napredku od animizma preko politeizma do monoteizma. Avstrijski antropolog Wilhelm Schmidt je v devetdesetih letih dvajsetega stoletja postuliral kot Urmonotheismus, "pra-" ali "primitivni monoteizem". Protiargument je, da so judovstvo, krščanstvo in islam, kot tudi grški filozofski monoteizem, zrasli v nasprotju s politeizmom. V zadnjem času so se Karen Armstrong in drugi avtorji vrnili k ideji evolucijskega napredovanja, ki se je začelo z animizmom, se razvilo v politeizem, ki se je razvil v henoteizem in v monolatrijo, ki se je razvila v pravi monoteizem.

## Abrahamske religije
Medtem ko se vsi pripadniki abrahamskih religij imajo za monoteiste, nekateri v judovstvu krščanstva ne štejejo za čisto obliko monoteizma (zaradi krščanskega nauka o Trojici) in ga uvrščajo med šitufe.   Islam tudi sodobnega krščanstva nima za monoteizem, predvsem zaradi krščanske doktrine o trojstvu, zaradi česar ga islam uvršča med širk in trdi, da gre za maličenje verovanj, ki jih je Jezus dejansko imel. Kristjani po drugi strani trdijo, da je nauk o Trojici veljaven izraz monoteizma, in navajajo, da Trojice ne sestavljajo tri ločena božanstva, temveč tri osebe, ki obstajajo konsubstancialno (kot ena sama snov) znotraj enega samega božanstva.

### Judovstvo
Judovstvo tradicionalno velja za eno najstarejših monoteističnih religij na svetu, čeprav se domneva, da so Izraelci nekoč (pred 7. stoletjem pr.n.št.) bili politeistični, sčasoma pa se razvili v henotetstične in kasneje v ne toliko monoteistične kot monolatristične vernike. Bog v judovstvu drugega templja in kasnejšem rabinskem judovstvu je bil strogo monoteistično, absolutno, nedeljivo in neprimerljivo bitje, ki je glavni vzrok za ves obstoj. Babilonski Talmud druge, "tuje bogove" omenja kot neobstoječe entitete, ki jim ljudje napačno pripisujejo resničnost in moč. Ena izmed najbolj znanih izjav rabinskega judovstva o monoteizmu je Drugo od 13 verskih načel Majmonida
Bog, vzrok vsega, je en sam. To ne pomeni en kot en od dveh, tudi ne en kot vrsta (ki zajema veliko posameznikov), tudi ne en kot predmet, sestavljen iz številnih delov, tudi ne kot en sam enostaven predmet, ki je neskončno deljiv. Bog je enotnost, ki se razlikuje od katere koli druge možne enotnosti.
V judovstvu in islamu nekateri zavračajo krščansko idejo monoteizma. Judaizem uporablja izraz shituf za božje čaščenje na način, ki za judostvo ni niti povsem monoteističen (čeprav še vedno dovoljen za ne-jude) niti povsem politeističen (kar bi bilo prepovedano).

#### V starodavnem Izraelu
V 8. stoletju pr.n.št. je čaščenje Jahveja v Izraelu tekmoval z mnogimi drugimi kulti, ki so ga pristaši Jahvizma omenjali pod skupnim imenom Baala. Najstarejše knjige hebrejske Biblije odražajo to konkurenco, tako v knjigah Ozeje in Nauma, kjer pisci objokujejo "odpadništvo" izraelskega ljudstva in mu grozijo z božjo jezo, če se ne odreče svojim politeističnim kultom.
Staroizraelska religija je bila prvotno politeistična; Izraelci so častili številna božanstva, kot so bili El, Baal, Ašera in Astarta. Jahve je bil prvotno narodni bog Izraelskega in Judejskega kraljestva. Sčasoma je henoteistični kult Jahveja postajal čedalje bolj napadalen do čaščenja drugih bogov. Kasneje so reforme kralja Jozije uvedle obliko strogega monolatrije. Po padcu Jude in ob začetku babilonskega ujetništva se je okrog izgnanega kraljevega dvora zbral ožji krog duhovnikov in pismoukov, ki so dalje razvijali koncept Jahve kot edinega sveta sveta.

#### Shema
Shema Yisrael ("Poslušaj, [O] Izrael") sta prvi dve besedi poglavja v Tori in naslov molitve, ki je osrednji del jutranjih in večernih judovskih molitev. Prvi verz povzema monoteistično bistvo judovstva: "Poslušaj, Izrael: GOSPOD je naš Bog, GOSPOD je en sam" (hebrejsko שְׁמַע יִשְׂרָאֵל ה' אֱלֹהֵינוּ ה' אֶחָד), ki ga najdemo v Deuteronomy, včasih pa tudi prevedeno kot "GOSPOD je naš Bog, samo GOSPOD". Verni Judje menijo, da je shema najpomembnejši del molitvene službe v judovstvu in da je moliti jo dvakrat na dan mitzvah (verska zapoved). Tradicionalno je, da Judje izmolijo shemo kot svojo zadnjo besedo, starši pa učijo otroke, da to molijo pred spanjem.

### Krščanstvo
Med zgodnjimi kristjani se je precej razpravljalo o naravi božanstva. Eni so zanikali učlovečenje, ne pa tudi Jezusovo božanstvo (doketizem), drugi pa so pozneje pozivali k arijanski predstavi o Bogu. Kljub temu, da je vsaj ena zgodnja krajevna sinoda zavrnila Ariusovo trditev, naj bi bilo to kristološko vprašanje ena od točk, ki so jih razčistili na prvem nikejskem koncilu.
Prvi nikejski koncil, ki je potekal v Nikeji (v današnji Turčiji) je leta 325 sklical rimski cesar Konstantin I.; bil je prvi ekumenski svet škofov Rimskega cesarstva, kar je kot najpomembnejše dal krščanstvu prvo enotno krščansko doktrino, tako imenovan nikejsko veroizpoved. Veroizpoved je bila precedens za nadaljnje splošne ekumenske škofovske koncile (sinode), ki naj bi ustvarile predpise o prepričanju in kanone doktrinarne ortodoksije - z namenom kanonizirati skupno veroizpoved Cerkve in obravnavati heretične ideje.
Eden od namenov koncila je bil razrešiti nesoglasja v Aleksandriji glede Jezusove narave v odnosu do Očeta; še posebej, ali je bil Jezus iste snovi kot Bog Oče ali zgolj podobne snovi. Vsi škofi razen dveh so se odločili za prvo možnost; Arijev argument tako ni uspel.
Krščanske pravoslavne tradicije (vzhodno-pravoslavne, orientalske pravoslavne, rimskokatoliške in večina protestantov) sledijo tej odločitvi, ki je bila leta 381 potrjena na prvem carigrajskem koncilu in je svoj polni razvoj dosegla z delom kapadoških očetov: Bog je roedina entiteta, imenovana Trojica iz treh "oseb", Boga Očeta, Boga Sina in Boga Svetega Duha, vse tri "iste snovi" (ὁμοούσιος).
Kristjani v veliki večini trdijo, da je monoteizem osrednjega pomena za krščansko vero, saj se Nikejska veroizpoved (in druge) kot ortodoksna krščanska definicija Trojice začne: "Verujem v enega Boga". V časih pred Ncejsko veroizpovedjo leta 325 n.št. so različne krščanske osebnosti zagovarjali trojno skrivnostno naravo boga kot normativno izjavo vere. Po besedah Rogerja E. Olsona in Christopherja Halla je krščanska skupnost z molitvijo, meditacijo, študijem in prakso prišla do zaključka, "da mora Bog obstajati tako kot enotnost kot trojica", kar je kodificirano z ekumenskim koncilom ob koncu 4. stoletja.
Večina sodobnih kristjanov verjame, da je Božanstvo troedino, kar pomeni, da gre za tri osebe, zedinjene v Trojici, v kateri je vsaka oseba tudi v celoti Bog. Držijo se tudi nauka o človeku-bogu Kristusu Jezusu kot o utelešenem Bogu. Ti kristjani tudi ne verjamejo, da je samo ena od treh božjih postav Bog, drugi dve pa ne, ampak da so vsi trije skrivnostno Bog in en sam. Druge krščanske religije, med drugimi unitaristični univerzalizem, Jehovine priče, mormonizem, se ne strinjajo s temi pogledi na Trojico .
Nekatere krščanske vere, na primer mormonizem, trdijo, da so Božanstvo dejansko trije ločeni posamezniki Bog Oče, Njegov Sin Jezus Kristus in Sveti Duh.  Vsak posameznik ima poseben namen v obstanku človeštva. Poleg tega mormoni verjamejo, da je pred nikejskim koncilom med mnogimi zgodnjimi kristjani prevladovalo prepričanje, da je bilo Božanstvo iz treh ločenih posameznikov. V podporo temu stališču navajajo zgodnjekrščanske primere verovanja v podrejenost.
Unitarizem je teološko gibanje, imenovano po svojem razumevanju Boga kot ene same osebe, v neposrednem nasprotju s trinitarizmom.

### Islam
V islamu, Bog (Allah) je vsemogočen in vseveden, ustvarjalec, vzdrževalec, redatelj in sodnik vesolja. Bog v islamu je strogo enkraten (tavhid) edinstven (vahid) in sam po sebi Ed sam (ahad), vsem usmiljen in vsemogočen. Allāh obstaja brez kraja in Koran pravi, da "Nobena vizija ga ne more dojeti, vendar je njegov dojem nad vsemi vizijami. Bog je predvsem razumevanje, vendar seznanjen z vsem. "(Koran 6: 103) Allāh je edini Bog in isti Bog, ki ga častijo v krščanstvu in judovstvu.Koran 29; 46
Islam se je pojavil v 7. stoletju našega štetja v kontekstu krščanstva in judovstva, z nekaterimi tematskimi elementi, podobnimi gnosticizmu. Islamsko prepričanje trdi, da Mohamed ni od Boga prejel nove religije, temveč isto vero, kot so verovali Abraham, Mojzes, David, Jezus in vsi drugi Božji preroki. Islam trdi, da se je božje sporočilo sčasoma skvarilo, skrivilo in izgubilo in je bil Koran poslan Mohamedu zato, da popravi izgubljeno sporočilo Tawrata (Tora), Injila (Evangelij) in Zaburja.
Koran trdi, da obstaja ena sama in absolutna resnica, ki presega svet; edinstveno in nedeljivo bitje, ki je neodvisno od stvarstva.  Koran zavrača binarne načine razmišljanja, kot je ideja o dvojnosti Boga, z utemeljitvijo, da dobro in zlo izhajata iz Božjega ustvarjalnega dejanja. Bog je bolj univerzalen kot kak lokalni, plemenski ali vaški bog; absolutum, ki integrira vse pritrdilne vrednote in ne trpi zla. Ash'ari teologija, ki je prevladovala v sunitskem islamu od desetega do devetnajstega stoletja, vztraja pri božanski transcedenci in meni, da božja enotnost človeškemu razumu ni dostopna. Ash'arism uči, da je človeško znanje o njem omejeno na razodetja prerokov in kar se paradoksov, kot je Božje stvarjenje zla, tiče, je treba razodetje sprejeti bila kayfa (ne da bi [vprašali] kako).
Tavhid predstavlja najpomembnejši člen muslimanske vere: "Ni drugega boga razen Boga, Mohamed je božji glasnik". Pripisati božanskost ustvarjeni entiteti je edini v Koranu omenjen greh, ki ga ni mogoče odpustiti.  Celotno islamsko učenje temelji na načelu tavhida.
Srednjeveški islamski filozof Al-Gazali je ponudil vsemogočnost kot dokaz monoteizma in trdil, da lahko obstaja samo eno vsemogočno bitje. Kajti ko bi bili dve vsemogočni bitji, bi bodisi imelo prvo bodisi oblast nad drugim (kar pomeni, da drugo ni vsemogočno), bodisi ne (kar pomeni, da prvo ni vsemogočno); zaključek je, da lahko obstaja samo eno vsemogočno bitje.
Ker tradicionalno verujeta v koncept monoteizma z Bogom kot eno samo osebo, judovstvo in islam zavračata krščansko idejo monoteizma. Judaizem uporablja izraz Šituf za nemonoteistična čaščenja Boga. Čeprav muslimani častijo Jezusa ( Isa v arabščini) kot preroka, ne sprejemajo doktrine, da je rojeni božji sin.

### Mandeizem
Mandeizem ali Mandajanizem (arabsko مندائية Mandāʼīyah) je monoteistična gnostična religija.:4 Njeni privrženci, Mandejci, častijo Adama, Abela, Seta, Enosa, Noeta, Sema, Arama in še posebej Janeza Krstnika. Mandejski bog je poimenovan Hajji Rabbi, kar pomeni Veliko življenje ali Veliki živi bog. Mandejci so Semiti in govorijo narečje vzhodnoaramejskega jezika, znano kot mandajščina. Ime "Mandej" naj bi izhajalo iz aramejske manda, kar pomeni "znanje", kot tudi grška gnosis. Na Bližnjem vzhodu, vendar izvenj svoje skupnosti, so Ṣubba bolj znani kot Ṣubba (ednina: Ṣubbī) ali Sabijci. Izraz Ṣubba ima aramejske korenine, povezane s krstom. Koran "Sabiance" (arabsko الصابئون al-Ṣābiʾūn) poleg Judov in kristjanov večkrat imenuje Ljudi knjige.

### Baháʼí vera
Bog je po Baháʼí veri neminljivo, neustvarjeno bitje, vir obstoja, preveliko, da bi ga ljudje popolnoma razumeli. Do primitivnega razumevanja Boga je človeštvo prišlo z razodetji. V Baháʼí veri krščanske doktrine, kot je doktrina o Trojici, ogrožajo tališče, da je Bog en sam in da mu ni para.  In obstoj Baháʼí vere je izziv islamski doktrini dokončnosti razodetja Mohamedu.
Bog v veri Baháʼí svojo voljo in namen človeštvu sporoča prek posrednikov, znanih kot Božje manifestacije, ki so preroki in glasniki, ki so ustanovili religije od prazgodovine do danes. Ljudje se lahko prek teh božjih posrednikov približajo Bogu in prek njih Bog prinaša božansko razodetje in zakon.
Enkratnost Boga je eno temeljnih naukov BaháʼíBaháʼí vere. Obvezne molitve so med drugim izrecno monoteistično pričanje. Bog je neminljivo, neustvarjeno bitje, ki je vir vsega obstoja. Opisan je kot "osebni Bog, neznan, nedostopen, vir vsega Razodetja, večen, vseveden, vseprisoten in vsemogočen ". Čeprav je transcendenten in neposredno ni dostopen, se njegova podoba odraža v njegovem stvarstvu. Namen stvarstva je, da je ustvarjeno sposobno spoznati in ljubiti svojega stvarnika.

### Rastafari
Rastafari, tudi rastafarijanstvo, je vera, uvrščena med nova verska in družbena gibanja. Na Jamajki se je razvil v tridesetih letih dvajsetega stoletja. Je brez centralizirane oblasti in med verniki, ki so znani kot Rastafari, Rastafarijci ali Rastas, je veliko raznolikosti.
Rastafarijci svoja verovanja, ki temeljijo na posebni razlagi Biblije, imenujejo "rastalogija". Osrednja je monoteistična vera v enega samega Boga - imenovanega Jah -, ki delno biva znotraj vsakega človeka. Nekdanji etiopski cesar Haile Selassie je dobil osrednji pomen. Mnogi Rastas ga imajo za utelešenje Jaha na Zemlji in kot drugi Kristusov prihod. Drugi ga imajo za človeškega preroka, ki v celoti prepozna notranjo božanskost v vsakem človeku..

## Atenizem
Amenhotep IV je prvotno predstavil atenizem v 5. letu svoje vladavine (1348/1346 pr. N. Št.) Med 18. dinastijo Novega kraljestva. Atona, nekoč razmeroma nejasno egiptovsko sončno božanstvo, ki je predstavljalo sončni disk, je v egiptovskem panteonu dvignil v status vrhovnega boga. Da bi poudarili spremembo, je bilo Atonovo ime zapisano v obliki kartuše, ki je običajno rezervirana za faraone - inovacija atenizma. Zdi se, da ta verska reformacija sovpada z razglasitvijo festivala Sed, neke vrste kraljevskega jubileja, namenjenega krepitvi božanskih moči kraljujočega faraona. Po tradiciji pripravljen v tridesetih letih faraonove vladavine je bil festival verjetno v čast Amenhotepu III..
Verjame se, da je s petim letom začel Amenhotep IV. graditi novo prestolnico Akhetaten (Obzorje Atona) na mestu, ki je danes znano kot Amarna. Dokaz za to so tri mejne stele, ki so označevale meje te nove prestolnike. V tem času je Amenhotep IV uradno spremenil svoje ime v Akhenaton (uPri srcu Aten) kot dokaz njegovega novega čaščenja. V 7. letu njegove vladavine (1346/1344 pr. n. št.) je bilo glavno mesto iz Teb preselil v Akhetaten (blizu dsandanašnje Amarne), čeprav se zdi, da je gradnja mesta trajala še dve leti. Med selitvijo dvora proč od tradicionalnih obrednih središč je Ehnaton nakazal dramatičen premik žarišča verske in politične moči. 
Ta selitev je faraona in njegov dvor ločila od vpliva duhovništva in tradicionalnih bogoslužnih centrov, vendar je imel njegov odlok tudi globlji verski pomen - v povezavi s spremembo njegovega imena je mogoče, da je bila mišljena tudi selitev v Amarno kot znak simbolične smrti in ponovnega rojstva Ehnatona. Poleg gradnje novega glavnega mesta v čast Atonu je  Ekhnenaten nadzoroval tudi gradnjo nekaterih obsežnih templjev starodavnega Egipta, tako v Karnaku in v Tebah, blizu starega Amonovega templja. 
V 9. letu (1344/1342 pr. N. Št.) Je  Ekhnenaten razglasil radikalnejšo različico svoje nove religije in razglasil Atona ne le za vrhovnega boga egiptovskega panteona, temveč za edinega egiptovskega boga, katerega edini posrednik za egiptovsko ljudstvo je on in samo on sam. Ključne značilnosti atenizma so med drugim prepoved idolov in drugih podob Atona, z izjemo ožarjenega sončnega diska, v katerem žarki predstavljajo nevidni duh Atona. Ekhnenaten je jasno pokazal, da podoba Atona samo predstavlja in da bog presega stvarstvo in ga zato ni mogoče v celoti razumeti ali predstaviti. Atena je Ekhnenaten nagovoril v molitvah, kot je Velika himna atonu: "O edini Bog, ob katerem ni nikogar".
Podrobnosti atenistične teologije so še vedno nejasne. Izključitev vseh bogov razen enega in prepoved idolov sta bila radikalen odmik od egipčanske tradicije, vendar učenjaki menijo, da je šlo bolj za čaščenje enega samega boga kot pa monoteizem, saj Ekhnenaten ni aktivno zanikal obstoja drugih bogov; preprosto se je vzdržal čaščenja koga drugega kot Atona. Ekhnenaten je Atona povezal z Ra in videl v njemu obnovitev kraljevstva Ra.
Pod nasledniki Ekhnenatena se je Egipt vrnil k svoji tradicionalni religiji, sam Ekhnenaten pa je bil obsojen kot krivoverec.